# اقتصاد شهر غزه
اقتصاد شهر غزه (انگلیسی: Economy of Gaza City) به صنایع کوچک و کشاورزی وابسته بود. پس از سالها کاهش، رشد اقتصادی در غزه اکنون در حال افزایش است که با کمک‌های خارجی تقویت شده‌است. بر اساس گزارش صندوق بین‌المللی پول، اقتصاد شهر غزه در سال ۲۰۱۱ رشد ۲۰ درصدی داشته و تولید ناخالص داخلی سرانه نیز ۱۹ درصد افزایش یافته‌است. عمده محصولات کشاورزی توت فرنگی، مرکبات، خرما، زیتون، گل و سبزیجات مختلف است. با این حال، آلودگی و فشار انبوه جمعیت بر روی آب، ظرفیت تولید مزارع اطراف را کاهش داده‌است. شهر غزه دارای برخی صنایع جزئی از جمله تولید نساجی و فرآوری مواد غذایی است. اجناس مختلفی در بازارهای خیابانی غزه فروخته می‌شود که از جمله آنها می‌توان به فرش، سفال، مبلمان حصیری و لباس‌های نخی اشاره کرد.

## تاریخچه
در قرن نوزدهم، غزه یکی از شش شهر تولیدکننده صابون در شام بود که تنها تحت الشعاع نابلس قرار داشت. کارخانجات آن کیلو (alkaline soda) را از بازرگانان نابلس و نمک را از اردن خریداری کردند. بیشتر کاروان‌ها و مسافرانی که از مصر می‌آمدند برای تدارکات در غزه توقف می‌کردند، همچنین بادیه‌نشینان معان، در شرق وادی عربه، انواع آذوقه را از شهر می‌خریدند تا به زائران مسلمانی که از مکه می‌آمدند بفروشند. بازارهای غزه از عرضه خوبی برخوردار بودند و توسط ادوارد رابینسون به عنوان «به مراتب بهتر» از بازارهای اورشلیم یاد شده‌است. محصول تجاری اصلی آن پنبه بود که به دولت و قبایل محلی عرب فروخته می‌شد.